# Uovo con dodici pannelli
L'Uovo con dodici pannelli è un uovo di Pasqua gioiello che fu fabbricato nel 1899 sotto la supervisione di Michail Evlamp'evič Perchin, per conto del gioielliere russo Peter Carl Fabergé al quale era stato ordinato da Alexander Kelch che ne fece dono a sua moglie, l'ereditiera Barbara Kelch.

## Proprietari
Questo è l'unico uovo Kelch a non far parte del lotto acquistato dal gioielliere parigino Morgan. L'uovo fu infatti venduto nel 1920 alla galleria d'antiquariato A la Vieille Russie di Parigi. Nel 1933 fu acquistato da re Giorgio V del Regno Unito che lo regalò a sua moglie, la regina Mary di Teck ed entrò a far parte della Royal Collection della regina Elisabetta II.

## Descrizione
L'uovo venne realizzato da Michail Evlamp'evič Perchin, capomastro di Peter Carl Fabergé ed è realizzato in oro giallo, diamanti tagliati a rosa e smalto rosa traslucido, verde e bianco opaco. Le sezioni superiore e inferiore dell'uovo sono divise in sei pannelli da bande di oro opaco sovrapposte con file di rose smaltate al naturale. Una fascia di diamanti tagliata a rosa insieme a rosette di diamanti supplementari circonda l'uovo nella sua parte più larga. Ogni estremità dell'oggetto è decorata con cerchi concentrici di diamanti, oro e motivi di foglie smaltate di verde e rosa. L'estremità superiore è decorata con un medaglione che porta le iniziali BTK decorate con diamanti; l'altra estremità ha una decorazione simile, un medaglione più piccolo che mostra la data "1899".

### Sorpresa
La sorpresa è andata perduta.